# Torre del Mas del Bisbe
La Torre del Mas del Bisbe és una torre de defensa del segle xvi del municipi de Cambrils (Baix Camp) declarada com a bé cultural d'interès nacional.

## Descripció
És una torre de planta quasi quadrada amb matacans i obra de paredat, amb reforços de carreus als angles. Els matacans són senzills i dobles. Un dels angles de la torre, el sud-oest, va esllavissar-se i tota l'estructura de l'edifici està en perill d'enrunament. Davant la porta tapiada hi ha un pou cegat. Té unes mides d'uns 5,75 metres de costat i uns 18 d'alçada. A l'angle est es podia observar una làpida romana posteriorment traslladada.

## Història
Va ser construïda al costat de l'antiga Via Augusta per a vigilar i defensar la costa dels pirates berberiscs. Cap al 1950 va ingressar en el Museu de Reus un pedestal romà amb inscripció funerària (coneguda públicament des del 1927), que estava situat a l'angle est de la torre. Cap al 1978 va esllavissar-se l'angle sud, i va ser restaurada el 1987 per part de l'Ajuntament, evitant el definitiu enrunament.